# NK Hvar
NK Hvar je hrvatski nogometni klub iz grada Hvara na otoku Hvaru. U sezoni 2020./21. se natječe u Hvarskoj nogometnoj ligi.

## Povijest
Klub je osnovan 1939. godine pod nazivom OŠK Rapid. Od 1958. godine nosi sadašnji naziv. 
Jedan je od hvarskih klubova koji je igrao utakmice i u 1. ŽNL Splitsko-dalmatinskoj.
Nakon 4 sezone u 1. ŽNL Splitsko-dalmatinske, u sezoni 2009./10 ponovno igra u Hvarskoj nogometnoj ligi.
Nakon povratka u Hvarskoj nogometnoj ligi 2009./10. NK Hvar u sezoni 2012./13. osvaja prvo mjesto na tablici, te sezonu završava bez poraza sa 17 pobjeda te 3 remija. Nogometaši NK Hvara su postigli 82 pogotka te primili samo 12 pogotka te imali +68 omjer postignutih/primljenih golova što niti jedna momčad u povijesti natjecanja nije uspjela postignuti.

## Trofeji
- 5 titula prvaka otoka Hvara
- 2 osvojena Kupa otoka Hvara
- 1 titula prvaka Županije Splitsko-Dalmatinske

## Rezultati po sezonama
- 2013/14 - 3. u 1. ŽNL S-D
- 2012./13. - Prvak
- 2011./12. – 3.[1]
- 2010./11. – 5.
- 2009./10. – 2.[2]
- 2008./09. - ? u 1. ŽNL S-D
- 2007./08. - ? u 1. ŽNL S-D
- 2006./07. - ? u 1. ŽNL S-D
- 2005./06. - ? u 1. ŽNL S-D
- 2004./05. - Prvak
- 2003./04. - Prvak
- 2002./03. - ?
- 2001./02. - ? u 1. ŽNL S-D
- 2000./01. - ? u 1. ŽNL S-D
- 1999./00. -. (od 10)
- 1998./99. – 9. (od 12)
- 1997./98. – 2. (od 12)
- 1996./97. - prvak
- 1995./96. - ?
- 1994./95. - nije se igralo zbog Domovinskog rata
- 1993./94. - nije se igralo zbog Domovinskog rata
- 1992./93. - nije se igralo zbog Domovinskog rata
- 1991./92. - nije se igralo zbog Domovinskog rata
- 1990./91. - ?
- 1989./90. - ?
- 1988./89. - ?
- 1987./88. - ?
- 1986./87. - ?
- 1985./86. - ?
- 1984./85. - ?
- 1983./84. - ?
- 1982./83. - ?
- 1981./82. - ?
- 1980./81. - ?
- 1979./80. - ?
- 1978./79. - ?
- 1977./78. - ?
- 1976./77. - ?
- 1975./76. - ?
- 1974./75. - ?
- 1973./74. - ?
- 1972./73. - prvak
- 1971./72. – 4. (od 4) u A-ligi
- 1970./71. - ?

## Vanjske poveznice
- Arhivirana inačica izvorne stranice od 15. ožujka 2007. (Wayback Machine) S utakmice Hvar - Dalmatinac (Jelsa)